# حیات وحش ارمنستان

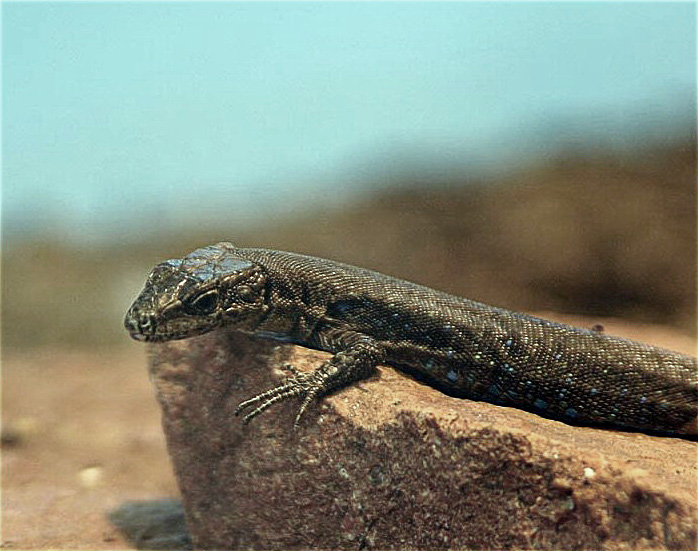
لاسرتای صخره‌ای ارمنی

حیات وحش ارمنستان (انگلیسی: Wildlife of Armenia)، گرازهای وحشی، تشی کاکلی‌ها، انواع مارمولک‌ها، مار‌ها و گونه‌های متعدد پرندگان را شامل می‌شود. گونه‌های در معرض خطر که در ارمنستان زندگی می‌کنند عبارتند از: خرس قفقازی، بز ریش‌دار قفقازی، mouflon (گوسفند) ارمنی و پلنگ

## زیاگان

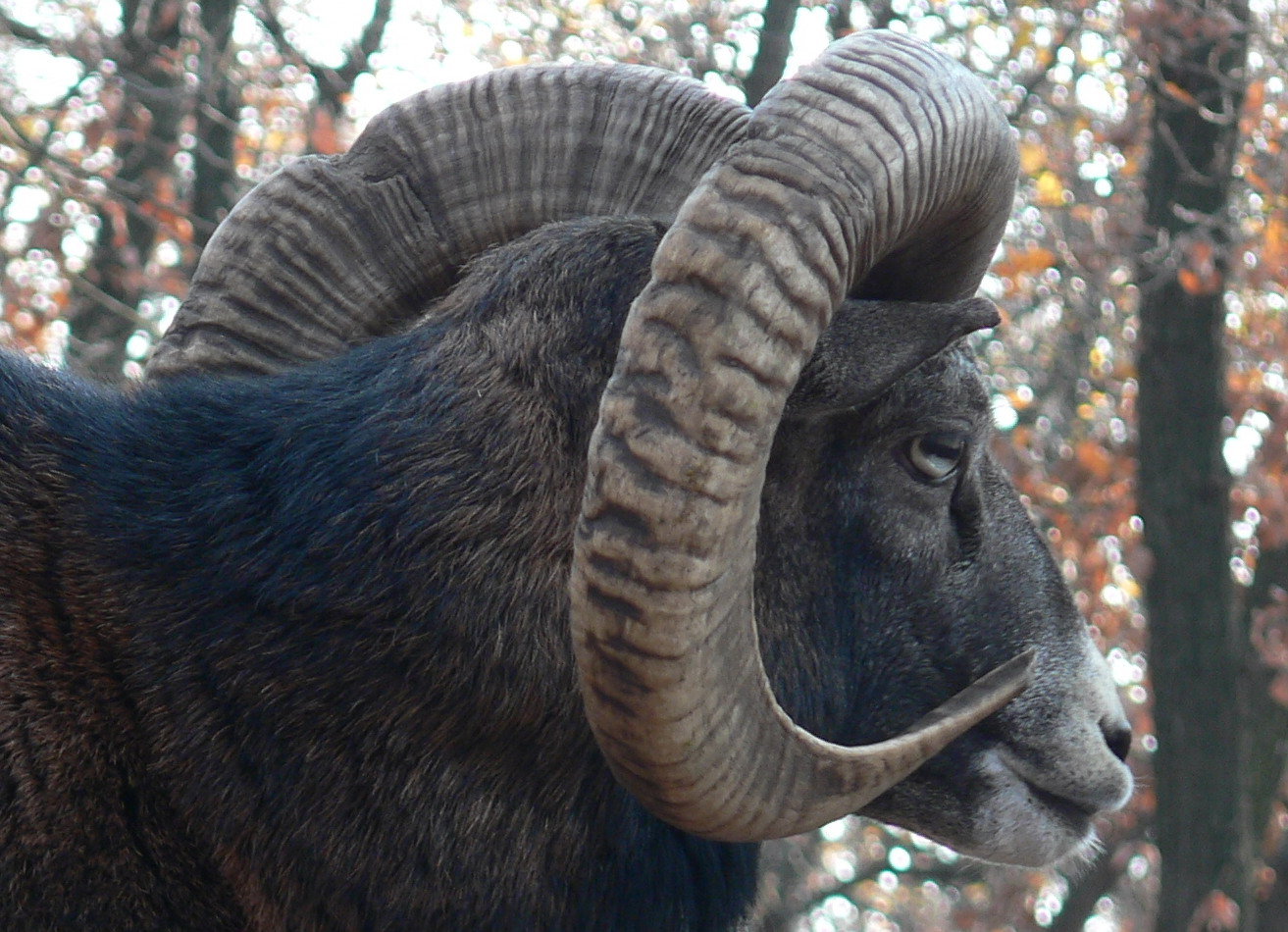
The mouflon, ancestor of domesticated sheep

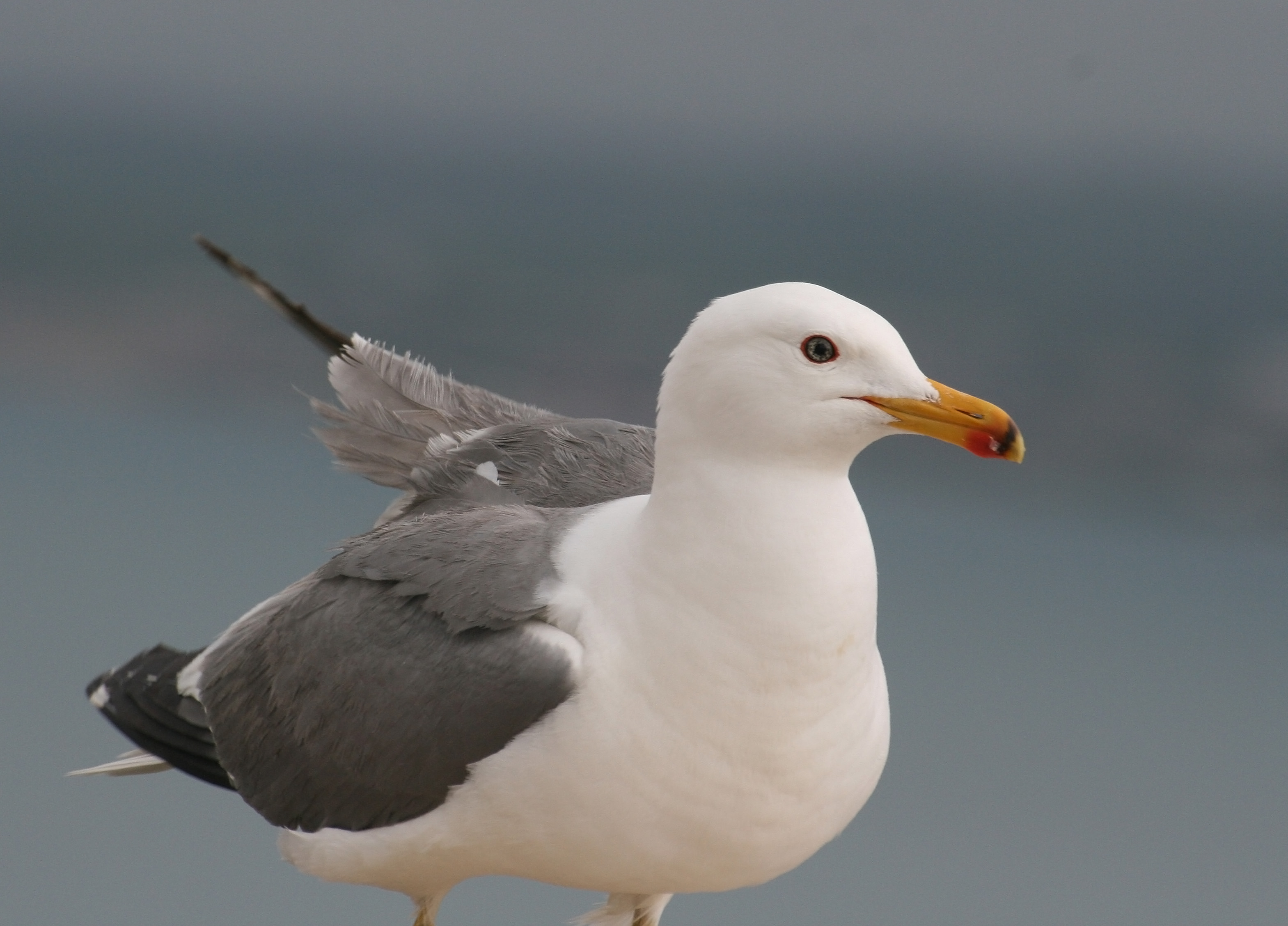
Armenian Gull

### Common
- کاکایی ارمنی
- لاسرتای صخره‌ای ارمنی
- خرس قهوه‌ای
- خرس قهوه‌ای سوری
- کفچه‌نوک اوراسیایی
- عقاب شاهی
- سقنقور خال‌قرمز
- شنگ (جانور)
- لاک‌پشت مهمیزدار
- اسب قره‌باغ
- جوجه‌تیغی گوش‌دراز
- زرده‌بر
- خفاش ارس
- پلنگ ایرانی
- سیاه‌ماهی
- قزل‌آلای سوان
- حواصیل اسکوآکو
- عقاب صحرایی
- خرس قهوه‌ای سوری
- افعی راده
- کل و بز
- رودک (جانور)
- مرال
- سمور سنگی

## گیاگان

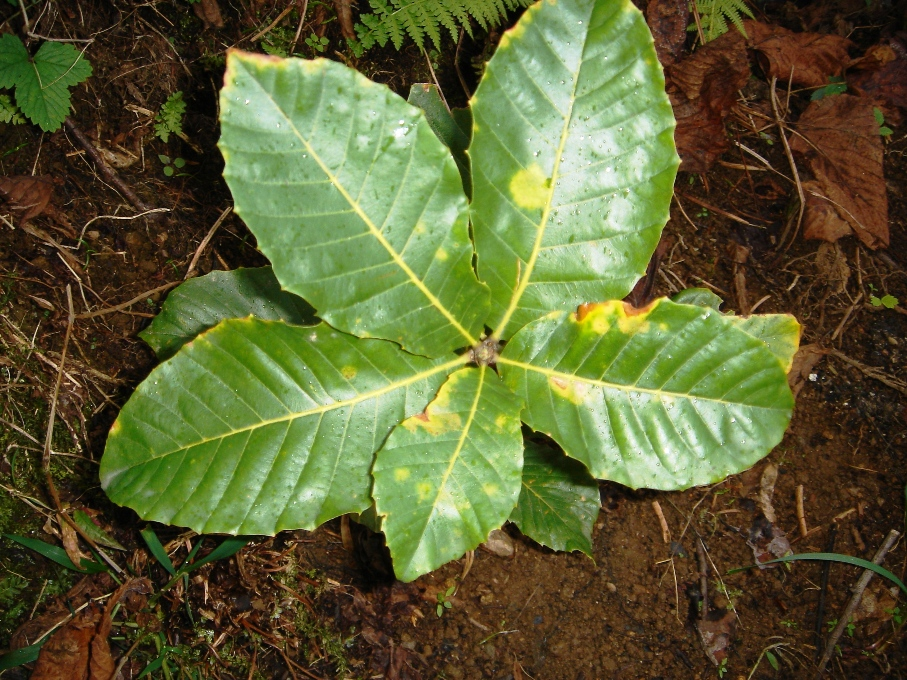
An بلوط ارمنی leaf

- کرب
- زردآلو (میوه)
- خیار چنبر
- توس کرکی
- شالک
- سنجد
- درخت پر
- گلابی اروپایی
- انجیر
- داغداغان (سرده)
- افرای شبه‌چناری
- توت سفید
- کرکف
- بلوط ارمنی
- انار
- White poplar
- گلابی برگ‌بیدی
- به
- سنجد تلخ (سرده)
- افرای تاتار
- گیلاس خودرو
- بید سفید